# Escuita
Escuita (aragonès) és un municipi d'Aragó a la província de Terol i enquadrat a la comarca de les Conques Mineres. El clima és rigorós. Compta amb un museu sobre la mineria.